# 莫干山路50号
M50（莫干山路50号）は上海市普陀区の蘇州河沿いにある芸術家街。莫干山路（Mo Gan Shan Lu）50号に位置することから、「M50」の略称で呼称される。

## 概要
1930年代以降、紡績工場として開発され、1990年代後半まで稼働していたが、工場は1999年までに操業を停止した。その跡地に2000年前後から芸術家たちが拠点を構えるようになり、その後上海市が芸術区に指定したことも後押しして、現在では120を超えるアトリエやギャラリーが立地する上海のアートシーンを代表するスポットとなった。それに伴って観光地化が進展し、飲食店やファッション・雑貨関係のショップなども入居するようになったが、同時に過程で、家賃が高騰し、多くのアーティストがアトリエを引き払わざるを得なくなった。いまなおShanghART（香格納画廊） などの大手画廊が立地しているが、近年では西岸地区に進出するギャラリーが増加しており、2016年にはAIKEとメイドイン・ギャラリーがM50から西岸地区へ移転した。

## 主な施設
- ShanghART M50
- M Art Center
- A+コンテンポラリー
- アンテナスペース
- Vanguard 画廊
- 55画廊

## アクセス
地下鉄13号線江寧路駅から徒歩約10分、地下鉄3号線、4号線中潭路駅から徒歩15分。